# معاهده پیرنه

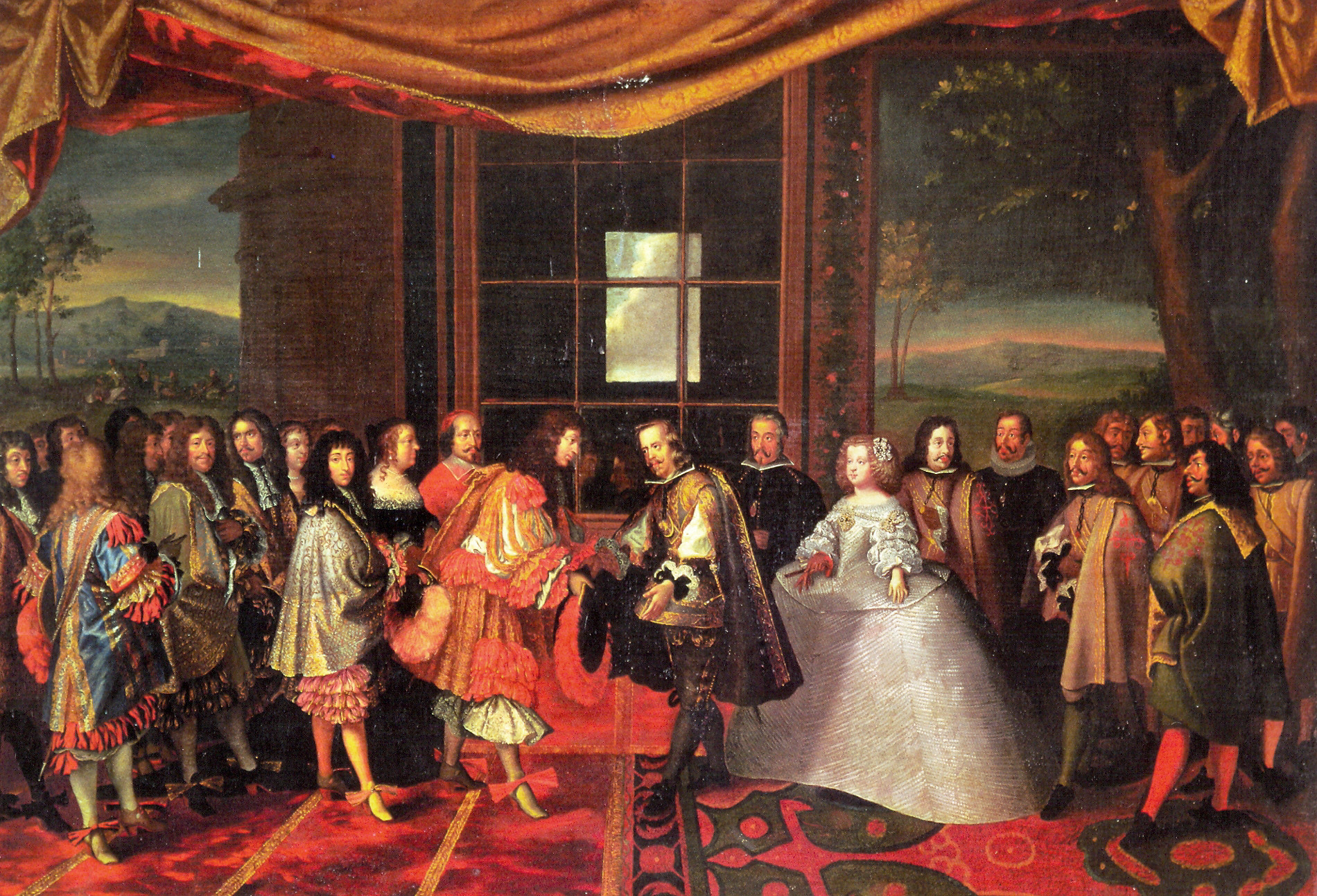
لوئی چهاردهم و فیلیپ چهارم در ژوئن ۱۶۶۰

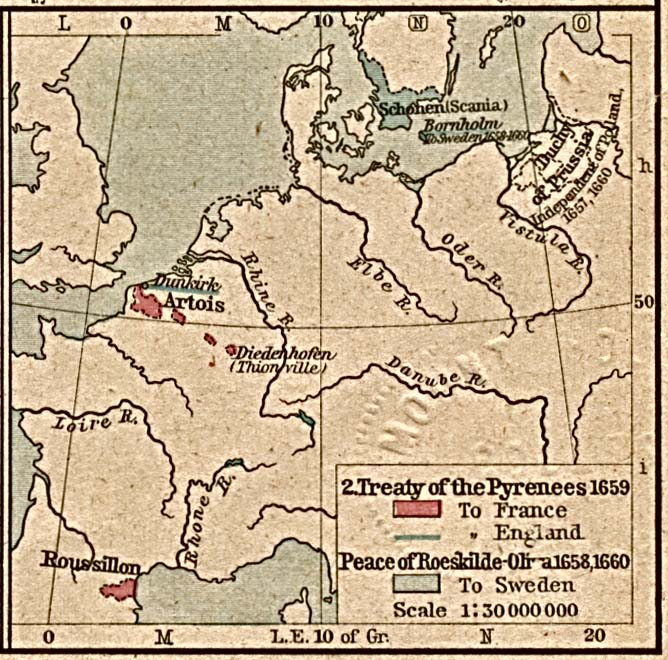
تاثیر پیمان پیرنه (۱۶۵۹) در مرزهای سیاسی

پیمان پیرنه (فرانسوی: Traité des Pyrénées‎اسپانیایی: Tratado de los Pirineos‎با کاتالونیایی: Tractat dels Pirineusپرتغالی: Tratado dos Pirenéus) صلحی میان فرانسه و اسپانیا بود که به جنگ بین فرانسه و اسپانیا ۱۶۳۵–۱۶۵۹ (قسمتی از جنگ سی ساله) پایان داد و خاندان سلطنتی اسپانیا را مجبور داشت یکی از دختران خود را به ازدواج لوئی چهاردهم درآورد تا به این ترتیب فرانسه بتواند در دعاوی مربوط به جانشینی پادشاه اسپانیا دخالت کند. کاردینال مازارن صدراعظم لوئی چهاردهم و لوئی هارو وزیر فیلیپ چهارم امضاکنندگان این معاهده بودند.
معاهده پیرنه، در کنار معاهده وستفالی و معاهدات الیوا و کپنهاگ، از عوامل تبدیل فرانسه به قدرت اصلی در قاره اروپا بود.

## پس زمینه

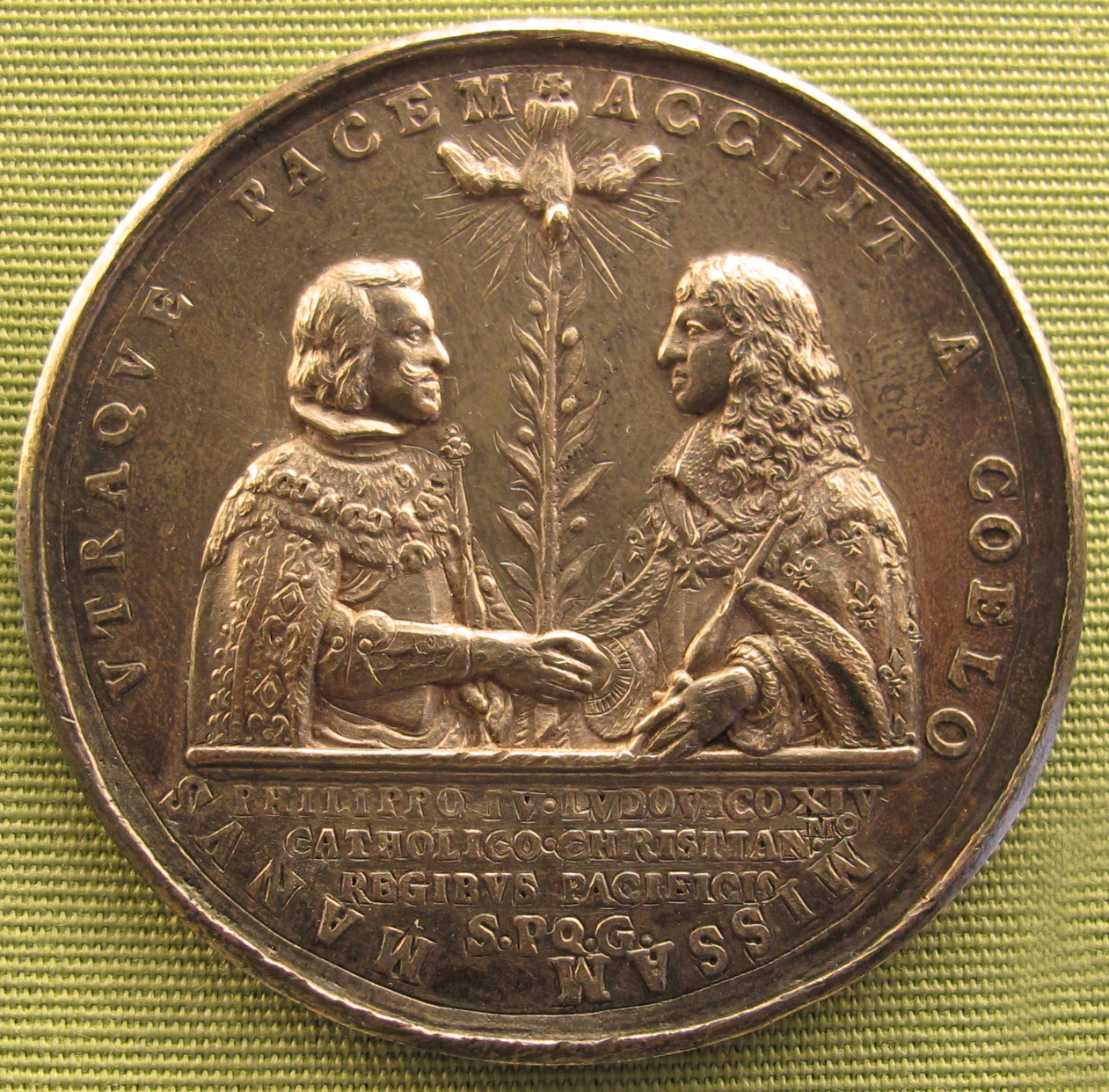
مدال بزرگداشت پیمان (۱۶۶۰)